# Kanton Saint-Benoît-2
Der Kanton Saint-Benoît-2 ist seit 1991 ein Wahlkreis im französischen Département Réunion im Arrondissement Saint-Benoît. Er umfasst einen Teil der Gemeinde Saint-Benoît sowie die Gemeinden Saint-Philippe und Sainte-Rose.

## Gemeinden
| Gemeinde              | Einwohner 1. Januar 2022 | Fläche km² | Dichte Einw./km² | Code INSEE | Postleitzahl |
| --------------------- | ------------------------ | ---------- | ---------------- | ---------- | ------------ |
| Saint-Benoît          | 16.262                   | 84,80      | 192              | 97410      | 97470        |
| Saint-Philippe        | 5.093                    | 153,94     | 33               | 97417      | 97442        |
| Sainte-Rose           | 6.450                    | 177,60     | 36               | 97419      | 97439        |
| Kanton Saint-Benoît-2 | 27.805                   | 416,34     | 67               | 97408      | –            |

1. ↑   Nur der südöstliche Teil der Gemeinde, der Rest gehört zum Kanton Saint-Benoît-1.